# HMAS Arafura
Le HMAS Arafura (OPV 203), nommé ainsi pour représenter les intérêts de l’Australie dans la mer d'Arafura, est le navire de tête des patrouilleurs hauturiers de classe Arafura qui effectuent actuellement des essais en mer pour la Royal Australian Navy. Le navire est basé sur le modèle OPV80 de Lürssen et est construit par ASC Pty Ltd à son chantier naval d’Osborne, en Australie-Méridionale. Il était prévu que le navire entre en service en 2022. Cependant, sa mise en service a été considérablement retardée en raison de problèmes survenus avec la navigabilité de la classe et ses capacités de combat. Dans le cadre d’une refonte, le canon principal OTO Marlin de 40 mm initialement prévu a été retiré et provisoirement remplacé par un canon de 25 mm prélevé sur les navires de la classe Armidale retirés du service. 

## Construction
La construction du navire a commencé le 15 novembre 2018 au chantier naval d’Osborne. Le HMAS Arafura a été lancé le 16 décembre 2021, avec Nova Peris pour marraine. Après de longs retards dus à des problèmes de conception de protection structurelle contre l’incendie, les essais en mer du constructeur ont commencé le 26 août 2024. Le HMAS Arafura a été livré à la marine australienne en février 2025, sa mise en service étant prévue en juin.